# Venator marginatus
Venator marginatus är en spindelart som beskrevs av Henry Roughton Hogg 1900. Venator marginatus ingår i släktet Venator och familjen vargspindlar.
Artens utbredningsområde är Victoria, Australien. Inga underarter finns listade i Catalogue of Life.